# Hoa Hùng
Hoa Hùng (152-191), tự là Diệp Hùng, là Đô đốc dưới quyền Đổng Trác, nhiều lần đánh tan liên minh chống Đổng Trác sống vào cuối đời Hán trong lịch sử Trung Quốc và cũng là một nhân vật trong tiểu thuyết Tam quốc diễn nghĩa của La Quán Trung.
Trong lịch sử, năm 190, các chư hầu liên quân lại tiến đánh Đổng Trác. Trong một trận chiến chống lại liên quân, Hoa Hùng chết khi thua trận trước Tôn Kiên.
Trong tiểu thuyết Tam quốc diễn nghĩa của La Quán Trung, Hoa Hùng mình cao 9 thước, tướng mạo oai phong, khi ông ra trận ở hồi 5 đã chém liên tiếp mấy tướng của liên quân chư hầu khiến Tôn Kiên phải rút quân. Về sau nhờ có Quan Vũ chém chết Hoa Hùng thì 18 đạo chư hầu mới tiến quân tiếp được. Tuy nhiên, các nhà nghiên cứu lịch sử cho rằng tình tiết này là hư cấu. Thực tế Hoa Hùng do Tôn Kiên giết chết, và Hoa Hùng cũng không có thành tích quân sự đáng kể, kể cả chiến công chém 2 tướng Du Thiệp, Phan Phụng cũng chỉ là hư cấu.

## Trong văn hóa hiện đại
Vì tầm ảnh hưởng của tiểu thuyết Tam Quốc Diễn Nghĩa, Hoa Hùng xuất hiện nhiều trong các bộ truyện tranh, phim ảnh và trò chơi điện tử về thời kỳ Tam Quốc. Nhân vật Hoa Hùng trong các tác phẩm luôn được khắc họa là võ tướng cao to dũng mãnh
- Truyện tranh: Tam Quốc của Lý Chí Thanh (李志清), Hỏa Phụng Liêu Nguyên của Trần Mỗ, Tam Quốc Diễn Nghĩa phiên bản Nhật của Mitsuteru Yokoyama.
- Phim ảnh: Tam Quốc Diễn Nghĩa truyền hình 1994, Tam Quốc 2010, Chiến Thần Triệu Tử Long
- Trò chơi điện tử: Dynasty Warriors và Romance of Three Kingdoms của hãng Koei Nhật bản